# مونتفورت (دژ)
مونتفورت  (به عبری: מבצר מונפור) قلعهای است از دوران جنگ‌های صلیبی در منطقه الجلیل بالا واقع در شمال اسرائیل که هم‌اکنون در یک پارک ملی قرار دارد. این دژ بر روی یک تپه بزرگ واقع شده‌است.